# Panicum maximum
Megathyrsus maximus (Panicum maximum) és una espècie de planta perenne rizomatosa de la família de les poàcies. És una gramínia de port alt pot arribar fins als 3 m d'alçada. L'epítet específic maximum fa referència a la gran alçada que aconsegueix aquesta planta. La inflorescència consisteix en una espiga oberta amb ramificacions laterals.
És una espècie amb un ampli rang d'adaptació des del nivell del mar fins als 1800 msnm. Creix bé sota sòls d'alta fertilitat i suporta nivells moderats de sequera pel seu gran sistema radicular. S'usa generalment per a pasturatge, encara que pot ser utilitzada per fenificació.

## Ecologia
Aquest pastura atrau a moltes espècies d'aus que s'alimenten de llavors; especialment quan es planta en jardins urbans, donant molt aliment a petits ocells de l'ambient urbà. També és font d'aliment per a les larves de la papallona Orsotriaena medus.
La llavor es desprèn fàcilment de la panícula, ocasionant altes pèrdues de cariòpsides. La producció de llavors es troba generalment entre 50 i 300 kg de llavor/ha, efectuant la collita entre els 28 i 36 dies després de l'aparició de la inflorescència. El percentatge de germinació de la llavor varia entre 0 i 45%. El millor període per utilitzar la llavor correctament emmagatzemada és de 6 a 12 mesos després de tallada. Després o abans d'aquest temps la germinació disminueix. És una espècie que millora el seu comportament quan és sotmesa a penombra o ombra rala d'una espècie arbòria adequada. A les zones de bosc humit tropical de Costa Rica s'han trobat produccions de 14 t MS/ha/any, la qual va ser superior a la trobada per a Brachiaria brizantha.

## Usos
Normalment, la praderia s'estableix a través de llavor, sent necessaris de 4 a 6 kg/ha per a una pastura en monocultiu. El primer pasturatge es pot fer en bones condicions 180 dies després de la sembra. És una espècie bastant exigent en fertilitat del sòl i per això és comú trobar que se l'ha gestionat amb nivells alts de fertilització i en els millors sòls que s'exploten amb ramaderia. Amb sistemes de fertilització, s'han assolit nivells de producció de 40 a 50 t de Matèria Seca (MS)/ha/any (150 -200 t de MV/ha/any). La informació amb relació a la qualitat nutricional és molt variable i depèn del maneig; s'han trobat nivells de proteïna entre 5 i 15%.

## Sinonímia
- Megathyrsus maximus (Jacq.) B.K.Simon & Jacobs
- Megathyrsus maximus var. coloratus (C.T.White) B.K.Simon & Jacobs
- Megathyrsus maximus var. pubiglumis (K.Schum.) B.K.Simon & Jacobs
- Milium arundinaceum J.Koenig ex Steud.
- Panicum airoides Flüggé ex Nees
- Panicum bivonianum Brullo, Miniss., Scelsi & Spamp.
- Panicum compressum Biv.
- Panicum confine Hochst. ex A.Rich.
- Panicum eburneum Trin.
- Panicum giganteum Mez
- Panicum heynii Roth
- Panicum hirsutissimum Steud.
- Panicum jumentorum Pers.
- Panicum laeve Lam.
- Panicum maximum var. altissimum Kuntze
- Panicum maximum var. coloratum C.T.White
- Panicum maximum subsp. commune (Nees) Peter
- Panicum maximum var. commune Nees
- Panicum maximum var. confine Chiov.
- Panicum maximum var. glaucum Nees
- Panicum maximum var. heterotrichum Peter
- Panicum maximum var. hirsutissimum (Steud.) Oliv.
- Panicum maximum var. hirsutum Peter
- Panicum maximum var. laeve Nees
- Panicum maximum var. maximum
- Panicum maximum subsp. pubescens M.Sharma
- Panicum maximum var. pubiglume K.Schum.
- Panicum maximum var. trichoglume Robyns
- Panicum pamplemoussense Steud.
- Panicum poiforme Willd. ex Spreng.
- Panicum polygamum Sw.
- Panicum praelongum Steud.
- Panicum praticola Salzm. ex Döll
- Panicum scaberrimum Lag.
- Panicum sparsum Schumach.
- Panicum teff Desv.
- Panicum tephrosanthum Hack.
- Panicum trichocondylum Steud.
- Panicum trichoglume K.Schum. ex Engl.
- Urochloa maxima (Jacq.) R.D.Webster
- Urochloa maxima var. trichoglumis (Robyns) R.D.Webster[2]